# Championnat de Belgique de football 1935-1936
Navigation
Saison précédente Saison suivante
Le championnat de Belgique de football 1935-1936 est la 36e saison du championnat de première division belge. Son nom officiel est « Division d'Honneur ».
Le Daring Club Bruxelles met fin à la suprématie de l'Union Saint-Gilloise et s'adjuge son quatrième titre, quinze ans après le précédent. Les deux promus, Anderlecht et le FC Brugeois, se classent respectivement huitième et neuvième, sans être vraiment inquiétés pour leur maintien en Division d'Honneur. Pour les « Mauves », c'est un retour définitif dans la plus haute division, qu'ils n'ont plus jamais quittée depuis.
En bas de classement, Berchem Sport est un oiseau pour le chat, et subit quelques sévères défaites, notamment 11-0 face à l'Antwerp. Le club anversois encaisse 104 buts en 26 matches, soit une moyenne de 4 buts à chaque rencontre. Le second descendant est le Cercle de Bruges, à qui il manque un petit point pour se sauver. La relégation du « Cercle » marque la fin de sa série de 32 saisons consécutives dans la plus haute division, établissant un nouveau record. Le « matricule 12 » était le dernier club présent sans interruption depuis le XIXe siècle vu qu'il a été admis en Division d'Honneur lors de la saison 1899-1900

## Clubs participants
Quatorze clubs prennent part à la compétition, autant que lors de l'édition précédente. Ceux dont le matricule est mis en gras existent toujours aujourd'hui.
| #  | Nom                                     | Mat. | Ville                | Stades               | En D1 depuis (série) | Total en D1 | Saison précédente |
| -- | --------------------------------------- | ---- | -------------------- | -------------------- | -------------------- | ----------- | ----------------- |
| 1  | Royal Sporting Club Anderlechtois       | 35   | Anderlecht           | Stade Émile Versé    | 1935-1936 (1re)      | 8e          | Division 1B : 1er |
| 2  | Royal Antwerp Football Club             | 1    | Anvers               | Bosuilstadion        | 1901-1902 (30e)      | 35e         | 5e                |
| 3  | Royal Beerschot Athletic Club           | 13   | Anvers               | Kiel                 | 1907-1908 (24e)      | 30e         | 4e                |
| 4  | Royal Berchem Sport                     | 28   | Berchem              | Het Rooi             | 1934-1935 (2e)       | 13e         | 9e                |
| 5  | Royal Cercle Sportif Brugeois           | 12   | Bruges               | stade du CS Brugeois | 1899-1900 (32e)      | 32e         | 6e                |
| 6  | Royal Football Club Brugeois            | 3    | Bruges               | De Klokke            | 1935-1936 (1re)      | 31e         | Division 1A : 1er |
| 7  | Daring Club de Bruxelles Société Royale | 2    | Molenbeek            | Stade du Daring      | 1903-1904 (28e)      | 28e         | 3e                |
| 8  | Royal Standard Club Liège               | 16   | Sclessin             | Stade de Sclessin    | 1921-1922 (15e)      | 20e         | 7e                |
| 9  | Koninklijke Liersche Sportkring         | 30   | Lierre               | Lispersteenweg       | 1927-1928 (9e)       | 9e          | 2e                |
| 10 | Koninklijke Maatschappij Lyra           | 52   | Lierre               | Lyrastadion          | 1932-1933 (4e)       | 4e          | 12e               |
| 11 | Royal Football Club Malinois            | 25   | Malines              | Achter de Kazerne    | 1928-1929 (8e)       | 11e         | 11e               |
| 12 | Racing Club de Malines Société Royale   | 24   | Malines              | Antwerpsesteenweg    | 1925-1926 (11e)      | 18e         | 8e                |
| 13 | Union Saint-Gilloise Société Royale     | 10   | Uccle                | Stade du Parc Duden  | 1901-1902 (30e)      | 30e         | 1er               |
| 14 | Royal White Star Athletic Club          | 47   | Woluwe-Saint-Lambert | rue de Kelle         | 1934-1935 (2e)       | 3e          | 10e               |

### Localisations
| Anvers Liersche SK Lyra RC Malines FC Malinois Bruxelles CS Brugeois FC Brugeois Standard |

#### Localisation des clubs bruxellois
les 4 cercles bruxellois sont :
(5) Daring CB SR
(6) R. SC Anderlechtois
(7) Union SG SR
 (14) R. White Star AC

#### Localisation des clubs anversois
les 3 cercles anversois et d'Edegem sont :
(1) R. Antwerp FC
(2) R. Beerschot AC
 (3) R. Berchem Sport

## Déroulement de la saison

### Le Daring au bout de 15 ans
Quinze ans après son troisième titre, le Daring retrouve le sacre national. Le club « Rouge et Noir » termine devant le Standard.

### Le plus ancien chute
À l'entame de cette saison, le Royal Cercle Sportif Brugeois est le plus ancien des participants à l'élite du football belge. Mais au terme de ce qui est sa 32e saison consécutive au plus haut niveau, il manque une unité au « matricule 12 » pour se sauver. C'est désormais l'Antwerp et l'Union Saint-Gilloise qui deviennent les plus anciens clubs participants à la Division d'Honneur pour ce qui, à partir de la saison suivante, est leur 31e saison consécutive.

## Résultats

### Résultats des rencontres
Avec quatorze clubs engagés, 182 matches sont au programme de la saison.
| Résultats (▼dom., ►ext.)                                   | AND | ANT  | BEE | BER  | CSB | FCB | DAR | LIE | LYR | FCM | RCM | STA | USG | WST |
| R. SC Anderlechtois                                        |     | 2-3  | 4-1 | 5-0  | 3-1 | 2-1 | 1-4 | 2-3 | 6-4 | 2-2 | 5-2 | 0-5 | 0-3 | 1-3 |
| R. Antwerp FC                                              | 1-4 |      | 2-0 | 11-0 | 6-1 | 6-1 | 5-3 | 1-2 | 6-3 | 2-3 | 3-3 | 3-1 | 7-1 | 1-2 |
| R. Beerschot AC                                            | 2-2 | 1-3  |     | 2-1  | 1-0 | 6-0 | 1-1 | 1-0 | 2-0 | 3-1 | 2-0 | 1-6 | 2-0 | 5-0 |
| R. Berchem Sport                                           | 0-1 | 2-12 | 0-8 |      | 0-2 | 0-3 | 1-2 | 1-2 | 4-3 | 3-5 | 2-2 | 2-3 | 3-3 | 1-5 |
| R. CS Brugeois                                             | 3-2 | 1-3  | 2-1 | 4-0  |     | 0-0 | 1-6 | 1-2 | 2-0 | 1-1 | 3-1 | 1-1 | 1-1 | 1-3 |
| R. FC Brugeois                                             | 1-1 | 1-1  | 2-3 | 5-1  | 2-1 |     | 3-4 | 1-1 | 4-1 | 2-4 | 2-2 | 1-2 | 1-0 | 3-0 |
| Daring CB SR                                               | 3-0 | 4-3  | 0-2 | 0-0  | 3-0 | 1-0 |     | 1-1 | 3-2 | 2-2 | 3-1 | 1-2 | 4-1 | 3-0 |
| K. Liersche SK                                             | 4-3 | 1-2  | 4-1 | 4-0  | 1-2 | 2-3 | 2-2 |     | 1-3 | 2-0 | 4-0 | 3-1 | 1-0 | 1-0 |
| KM Lyra                                                    | 2-2 | 3-2  | 2-2 | 0-5  | 1-0 | 2-2 | 2-2 | 1-0 |     | 3-0 | 3-0 | 3-6 | 3-1 | 6-1 |
| FC Malinois                                                | 0-4 | 4-3  | 2-1 | 8-2  | 5-1 | 1-1 | 1-4 | 3-0 | 3-1 |     | 1-0 | 0-0 | 3-0 | 4-3 |
| RC de Malines SR                                           | 0-3 | 5-7  | 0-4 | 4-0  | 3-1 | 4-1 | 4-2 | 0-2 | 5-1 | 2-2 |     | 7-2 | 1-1 | 4-4 |
| R. Standard CL                                             | 1-2 | 1-0  | 4-2 | 5-1  | 2-0 | 2-0 | 0-1 | 0-3 | 3-1 | 5-0 | 5-1 |     | 0-1 | 2-0 |
| Union St-Gilloise SR                                       | 1-0 | 4-2  | 6-1 | 2-0  | 2-2 | 2-1 | 1-2 | 5-0 | 9-1 | 5-0 | 3-0 | 4-1 |     | 3-0 |
| White Star AC                                              | 1-1 | 2-4  | 4-2 | 3-3  | 3-2 | 1-3 | 1-1 | 3-1 | 2-2 | 3-1 | 0-2 | 1-7 | 1-5 |     |
| - Victoire à domicile - Match nul - Victoire à l'extérieur |     |      |     |      |     |     |     |     |     |     |     |     |     |     |

### Classement final
| Rang | Équipe              | Pts | J  | G  | N | P  | Bp | Bc  | Diff |
| ---- | ------------------- | --- | -- | -- | - | -- | -- | --- | ---- |
| 1    | DARING CB SR        | 37  | 26 | 15 | 7 | 4  | 62 | 37  | +25  |
| 2    | R. Standard CL      | 34  | 26 | 16 | 2 | 8  | 67 | 39  | +28  |
| 3    | Union SG SR T       | 32  | 26 | 14 | 4 | 8  | 64 | 37  | +27  |
| 4    | R. Antwerp FC       | 32  | 26 | 15 | 2 | 9  | 99 | 55  | +44  |
| 5    | K. Liersche SK      | 31  | 26 | 14 | 3 | 9  | 47 | 37  | +10  |
| 6    | R. FC Malinois      | 30  | 26 | 12 | 6 | 8  | 56 | 55  | +1   |
| 7    | R. Beerschot AC     | 29  | 26 | 13 | 3 | 10 | 57 | 46  | +11  |
| 8    | R. SC Anderlechtois | 27  | 26 | 11 | 5 | 10 | 58 | 51  | +7   |
| 9    | R. FC Brugeois      | 23  | 26 | 8  | 7 | 11 | 44 | 50  | -6   |
| 10   | KM Lyra             | 21  | 26 | 8  | 5 | 13 | 52 | 73  | -21  |
| 11   | R. White Star AC    | 21  | 26 | 8  | 5 | 13 | 47 | 69  | -22  |
| 12   | RC de Malines SR    | 20  | 26 | 7  | 6 | 13 | 53 | 66  | -13  |
| 13   | R. CS Brugeois      | 19  | 26 | 7  | 5 | 14 | 34 | 53  | -19  |
| 14   | R. Berchem Sport    | 8   | 26 | 2  | 4 | 20 | 32 | 104 | -72  |

Légende
- Champion de Belgique 1936
- Club relégué pour la saison suivante

Abréviations
T : Tenant du titre 1935

 : nouveau venu depuis la saison précédente

### Meilleur buteur
Florent Lambrechts (R. Antwerp FC) avec 36 buts. Il est le 22e joueur belge sacré meilleur buteur de la plus hautre division.

#### Classement des buteurs
Le tableau ci-dessous reprend les 26 meilleurs buteurs du championnat, soit les joueurs ayant inscrit dix buts ou plus durant la saison.
| #   | Pays | Joueur                | Club                    | Buts | Matches joués |
| --- | ---- | --------------------- | ----------------------- | ---- | ------------- |
| 1.  |      | Florent Lambrechts    | R. Antwerp FC           | 37   | 26            |
| 2.  |      | Jean Capelle          | R. Standard CL          | 29   | 26            |
| 3.  |      | François Vande Mert   | R. FC Malinois          | 21   | 22            |
| =.  |      | Vital Van Landeghem   | Union Saint-Gilloise SR | 21   | 26            |
| 5.  |      | Jozef Roelandt        | RC de Malines SR        | 20   | 26            |
| 6.  |      | Louis Versyp          | R. FC Brugeois          | 19   | 26            |
| 7.  |      | Marius Mondelé        | Daring CB SR            | 18   | 26            |
| 8.  |      | François Gets         | R. SC Anderlechtois     | 17   | 26            |
| =.  |      | François Vanden Eynde | R. SC Anderlechtois     | 17   | 26            |
| 10. |      | Albert De Deken       | R. Antwerp FC           | 15   | 13            |
| =.  |      | Pierre De Vidts       | Daring CB SR            | 15   | 25            |
| 12. |      | Albert De Cleyn       | R. FC Malinois          | 14   | 25            |
| =.  |      | Joseph Nelis          | R. Berchem Sport        | 14   | 26            |
| =.  |      | Henri Isemborghs      | R. Beerschot AC         | 14   | 26            |
| 15. |      | Edgard Balthazar      | R. Standard CL          | 13   | 24            |
| =.  |      | François De Vries     | R. Antwerp FC           | 13   | 25            |
| =.  |      | Bernard Voorhoof      | K. Liersche SK          | 13   | 25            |
| 18. |      | Arthur Ceuleers       | R. Beerschot AC         | 12   | 18            |
| =.  |      | François Ledent       | R. Standard CL          | 12   | 26            |
| =.  |      | Marcel Van Vyve       | R. FC Brugeois          | 12   | 26            |
| 21. |      | Frans Van Den Bosch   | Lyra KM                 | 11   | 18            |
| 22. |      | Jozef Peers           | K. Liersche SK          | 10   | 13            |
| =.  |      | John Lodts            | R. Antwerp FC           | 10   | 22            |
| =.  |      | Jean Brichaut         | R. Standard CL          | 10   | 24            |
| =.  |      | Félix Van Campenhout  | R. FC Malinois          | 10   | 26            |
| =.  |      | Robert Vermaelen      | R. SC Anderlechtois     | 10   | 26            |

## Récapitulatif de la saison
- Champion : Daring CB SR (4e titre)
- Cinquième équipe à remporter quatre titres.
- 21e titre pour la province de Brabant.

| Région flamande (9)             | Région flamande (9) | Province de Brabant (4)      | Province de Brabant (4) | Région wallonne (1)    | Région wallonne (1) |
| ------------------------------- | ------------------- | ---------------------------- | ----------------------- | ---------------------- | ------------------- |
| Province d'Anvers               | 7                   | Région de Bruxelles-Capitale | 4                       | Province de Hainaut    | 0                   |
| Province de Flandre-Occidentale | 2                   | Province du Brabant flamand  | 0                       | Province de Liège      | 1                   |
| Province de Flandre-Orientale   | 0                   | Province du Brabant wallon   | 0                       | Province de Luxembourg | 0                   |
| Province de Limbourg            | 0                   |                              |                         | Province de Namur      | 0                   |

1. ↑  Au niveau footballistique, la province de Brabant est toujours unitaire malgré sa partition territoriale en 1995.

### Admission et relégation
Le Cercle Sportif Brugeois et Berchem Sport sont relégués. 
Le FC Turnhout et l'ARA La Gantoise sont champions en Division 1 et remontent parmi l'élite. C'est un retour pour ces deux clubs, Turnhout avait été relégué en 1932 et La Gantoise en 1929.

### Bilan de la saison
| Championnat de Belgique de football 1935-1936 |                         |
| Champion                                      | Daring CB SR (4e titre) |
| Dauphin                                       | R. Standard CL          |
| Promotions et relégations                     |                         |
| Promus en Division d'Honneur                  | FC Turnhout             |
| Promus en Division d'Honneur                  | ARA La Gantoise         |
| Relégués en Division 1                        | R. CS Brugeois          |
| Relégués en Division 1                        | R. Berchem Sport        |